# Сусаноо
Сусаноо или Такэхая Сусаноо-но Микото (яп. 須佐之男命 суса но о но микото, «доблестный быстрый ярый бог-муж из Суса») — бог ветра, в японской мифологии последний из божеств, появившийся из капель воды, которыми первый на свете бог-мужчина Идзанаги омыл свой нос после того, как вернулся из ёми-но куни (страны мертвых). Полагают, что первоначально Сусаноо был богом бури и водной стихии, затем появилось представление о нем как о божественном предке родов, связанных с Идзумо. Возможно, что в его образе объединились несколько божеств, поскольку Сусаноо также считали божеством страны мертвых, в некоторых мифах он божество плодородия.

## Мифология
Согласно Кодзики, Сусаноо был рождён из капель воды, которыми Идзанаги омывал свой нос. От своего отца бог получил во владение море. Однако Сусаноо не желал принять на себя правление, и хотел удалиться в страну матери, Нэ-но катасу куни. Его рыдания об этом были так сильны, что вызвали засуху по всему миру. Видя это, разозлённый Идзанаги изгнал Сусаноо. Перед тем, как покинуть страну, Сусаноо решил навестить свою сестру, Аматэрасу, которой Идзанаги отдал небо. Дабы доказать ей, что он пришёл с миром, он сочетался с ней браком, и из вещей друг друга брат и сестра родили ряд богов. Потом он сначала испражнился в покоях богини, следом уничтожил все межевые знаки. Богиня оправдала поведение брата. Тогда он ободрал кожу с пегого жеребца и бросил в ткацкий зал своей сестры. Небесные ткачихи с перепугу укололи себя челноками в тайные места и умерли. Аматэрасу тоже испугалась, разгневалась и скрылась в пещере, а весь мир погрузился во тьму. После того, как богам удалось выманить Аматэрасу наружу, они заставили Сусаноо заполнить тысячу столов искупительными дарами, обрезали ему бороду, вырвали ногти и изгнали с неба.
Спустившись на землю, Сусаноо встретил старика и старуху — богов Асинадзути и Тэнадзути. Они рассказали Сусаноо о своей беде — раньше у них было восемь дочерей. Однако, каждый год к ним стал являться восьмиглавый змей Ямата-но ороти и пожирать по одной дочке. Сусаноо попросил их последнюю дочь, Кусинаду-химэ, себе в жёны. За это он научил старика и старуху, как одолеть змея. Для этого они сделали восемь бочонков сакэ и поставили их внутри ограды с восемью воротами. Выпив сакэ, змей опьянел и заснул. В это время Сусаноо убил его. В среднем хвосте змея он нашел меч Цумугари-но-тати, который подарил Аматэрасу. После этого он обосновался со своей женой в стране Идзумо, в местности, называемой Суга.

## Святилища
Идзумо-тайся — древнейшее и крупнейшее синтоистское святилище, посвященное богу Сусаноо, расположено в префектуре Симане.
Высота главного здания 24 метра. У входа под кровлей укреплена огромная, плетенная из рисовой соломы веревка — симэнава, свидетельствующая о святости места. Это величественное сооружение — образец древней японской архитектуры — служило моделью для многих культовых сооружений. Eго центральная колонна явилась прообразом осевой мачты при строительстве пагод. Великое святилище Идзумо поражает воображение не яркостью и богатством украшений, а строгой сдержанностью, простотой.
По легенде раз в год боги из всех храмов Японии собирались здесь в десятом месяце по лунному календарю, чтобы обсудить важнейшие дела. Поэтому этот месяц в других регионах Японии назывался «месяц без богов».
Это святилище является любимым местом совершения брачных церемоний.
Со святилищем Идзумо связано и рождение классического театра Кабуки. Одна из его жриц — Идзумо-но Окуни — слыла искуснейшей исполнительницей священных танцев-молений — нэмбуцу-одори. Эти представления явились прообразом театра Кабуки. В память об этом ежегодно в святилище Идзумо устраиваются подобные представления. 